# عباس‌آباد (نطنز)
عباس‌آباد (نطنز)، روستایی از توابع شهر بادرود بخش امام زاده شهرستان نطنز در استان اصفهان ایران است. مردم خونگرم این روستا به دامداری ، پرورش گل و گیاه در گلخانه ها ، باغ های انار و کشت انواع سبزیجات و صیفی جات مشغولند . قلعه مبارک آباد در این روستا از بناهای قدیمی است که همچنان بخش های مختلفی از دیوار ها ، سقف ها و چیدمان کلی پلان آن سالم و  قابل بازدید است .

## جمعیت
این روستا در دهستان امامزاده آقاعلی عباس قرار دارد و براساس سرشماری مرکز آمار ایران در سال ۱۳۸۵، جمعیت آن ۲۰۶ نفر (۵۸خانوار) بوده‌است. 

## مکان های دیدنی
از اماکن دیدنی این روستا می توان از قلعه تاریخی مبارک آباد نام برد .  این قلعه شامل بخش ها و جزئیات مختلفی است که سقف گنبدی ، ساختار خانه های اقلیم گرم و خشک ایرانی ، حیاط مرکزی ، طاق و پله و اتاق ها ، خشت های گلی ، جرز های کاهگلی ، آجر چینی های ایرانی و ... در آن همچنان قابل مشاهده است .
باغ های پربار مردم محلی نیز از دیگر جذابیت های این روستا هستند . از دیدن درختان انار و به در پاییز ، رفتن به زمین های سبزیجات و چیدن آنها در فصول مختلف سال با دست خودتان لذت خواهید برد . 